# Tadeusz Alf-Tarczyński

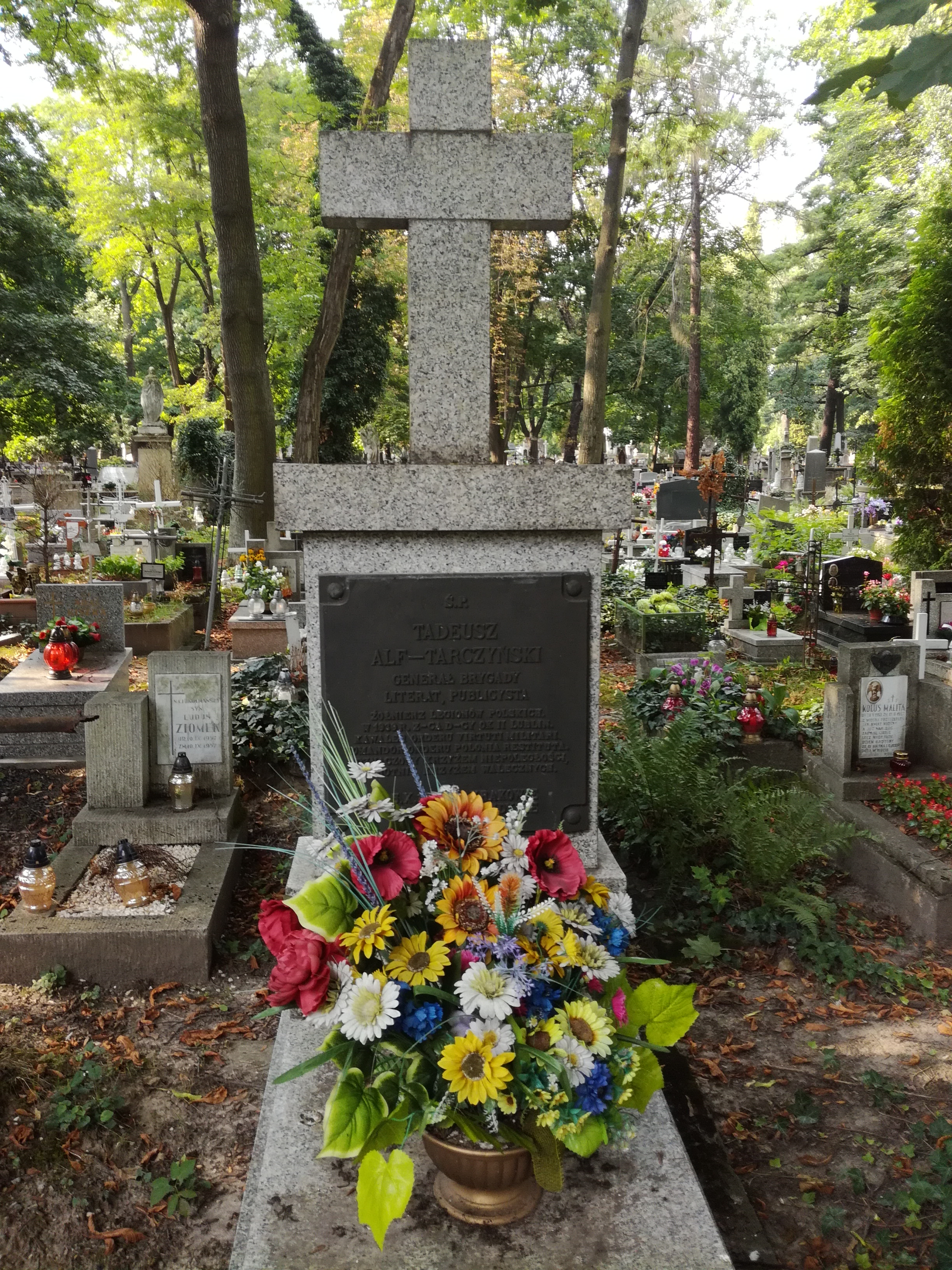
Grób Tadeusza Alf-Tarczyńskiego na cmentarzu Rakowickim

Tadeusz Władysław Alf-Tarczyński (ur. 5 października 1889 w Krakowie, zm. 26 stycznia 1985 w Londynie) – pułkownik dyplomowany piechoty Wojska Polskiego II RP i Polskich Sił Zbrojnych, działacz niepodległościowy, kawaler Orderu Virtuti Militari, w 1964 mianowany przez Naczelnego Wodza generałem brygady, pisarz i publicysta.

## Życiorys
Ukończył Akademię Handlową w Krakowie. W roku 1910 wstąpił do paramilitarnej organizacji polskiej „Sokół”, wkrótce potem przystąpił do II Polskiej Drużyny Strzeleckiej w Krakowie, której został oficerem i komendantem. Ukończył kurs wyższy (szkołę oficerską) Związku Walki Czynnej. Był jednym z 66 słuchaczy kursu odznaczonych przez Józefa Piłsudskiego znakiem oficerskim tzw. „Parasolem”.
Od sierpnia 1914 pełnił służbę w I Brygadzie Legionów Polskich. Dowodził kompanią w 5 pułku piechoty Legionów. 2 lipca 1915 został awansowany na podporucznika piechoty. W lipcu 1916 został adiutantem V batalionu. Był ranny w bitwie pod Kostiuchnówką, gdzie został wzięty do niewoli rosyjskiej. Z niewoli uciekł i przedostał się do I Korpusu Polskiego w Rosji. Po rozbrojeniu Korpusu, przedostał się przez front niemiecki do Warszawy. Od czerwca do listopada 1918 pełnił funkcję komendanta garnizonu Polskiej Organizacji Wojskowej w Warszawie.
Służbę w Wojsku Polskim rozpoczął jako wykładowca i dowódca batalionu w Szkole Podchorążych w Komorowie koło Ostrowi Mazowieckiej. 2 stycznia 1920 rozpoczął studia w Wojennej Szkole Sztabu Generalnego. W połowie kwietnia 1920 został skierowany na front celem odbycia praktyki sztabowej. W czasie wojny z bolszewikami był adiutantem sztabowym X Brygady Piechoty, a następnie szefem sztabu 5 Dywizji Piechoty. 
W okresie od stycznia do września 1921 kontynuował naukę w WSWoj. Po ukończeniu nauki otrzymał tytuł oficera Sztabu Generalnego i przydział na stanowisko szefa sztabu 11 Dywizji Piechoty w Stanisławowie. 3 maja 1922 został zweryfikowany w stopniu majora ze starszeństwem z 1 czerwca 1919 i 241. lokatą w korpusie oficerów piechoty. W okresie przebywania Józefa Piłsudskiego w Sulejówku pod Warszawą (do zamachu majowego w 1926) był jego adiutantem. W latach 1924–1926 pełnił służbę w Oddziale IV Sztabu Generalnego. 1 grudnia 1924 został awansowany na podpułkownika ze starszeństwem z 15 sierpnia 1924 i 62. lokatą w korpusie oficerów piechoty. W lutym 1926 przeniesiony został do 80 pułku piechoty w Słonimiu na stanowisko zastępcy dowódcy pułku.
W październiku 1927 objął stanowisko zastępcy dyrektora nauk Wyższej Szkoły Wojennej. W latach 1928–1932 dowodził 18 pułkiem piechoty w Skierniewicach. 24 grudnia 1929 awansował na pułkownika ze starszeństwem z 1 stycznia 1930 i 15. lokatą w korpusie oficerów piechoty. Od 7 listopada 1932 do 20 listopada 1935 pełnił służbę w Dowództwie Okręgu Korpusu Nr IV w Łodzi na stanowisku szefa sztabu. W lipcu 1935 został powołany przez komisarycznego prezydenta Łodzi Wacława Głazka do składu komisji teatralnej w tym mieście. W latach 1936–1938 był dowódcą piechoty dywizyjnej 17 Wielkopolskiej Dywizji Piechoty w Gnieźnie, po czym do wybuchu II wojny światowej był zastępcą dowódcy Dowództwa Okręgu Korpusu Nr II w Lublinie. W tym czasie pełnił również funkcję Przewodniczącego Zarządu Okręgu Związku Harcerstwa Polskiego w Lublinie.
Po kampanii wrześniowej przedostał się do Francji. Do czerwca 1940 przebywał w Ośrodku Oficerskim w Cerizay, po czyn zdołał się ewakuować do Wielkiej Brytanii. Od 14 sierpnia 1940 przebywał w Stacji Zbornej Oficerów Rothesay. W styczniu 1942 został przeniesiony w stan nieczynny. Od listopada 1943 do 1946 był zastępcą komendanta kursów i wykładowcą w Centrum Wyszkolenia Artylerii w Cowdenbeath.
Naczelny Wódz, generał broni Władysław Anders mianował go generałem brygady ze starszeństwem z 1 stycznia 1964 w korpusie generałów.
Z ramienia Ligi Niepodległości Polski wszedł do pozostającej w opozycji do Prezydenta RP Augusta Zaleskiego, utworzonej w 1954 Tymczasowej Rady Jedności Narodowej. Był jednym z założycieli i wieloletnim prezesem Instytutu Józefa Piłsudskiego w Londynie. Prowadził też ożywioną działalność publicystyczną na łamach tygodników „Orzeł Biały” i „Tygodnik Polski” w Londynie. Był z zamiłowania pisarzem i humanistą, ze szczególnym upodobaniem do epoki włoskiego renesansu. W 1969 Polska Fundacja Kulturalna wydała w Londynie jego książkę o życiu malarza Filippo Lippi pt. Włosiennica na jedwabiu. W 1979, to samo wydawnictwo wydało jego autorstwa Wspomnienia oficera Pierwszej Brygady. Podpisał list pisarzy polskich na Obczyźnie, solidaryzujących się z sygnatariuszami protestu przeciwko zmianom w Konstytucji Polskiej Rzeczypospolitej Ludowej (List 59).
Od 21 lutego 1914 był mężem Stanisławy z Manaczyńskich.
Pochowany na cmentarzu Rakowickim w Krakowie (urna z prochami złożona 21 września 1985) (kwatera X-13-13).

## Ordery i odznaczenia
- Krzyż Srebrny Orderu Wojskowego Virtuti Militari nr 5230 (28 lutego 1922)[20]
- Krzyż Komandorski z Gwiazdą Orderu Odrodzenia Polski (2 kwietnia 1979)[21]
- Krzyż Komandorski Orderu Odrodzenia Polski (11 listopada 1974)[22]
- Krzyż Niepodległości (20 stycznia 1931)[23]
- Krzyż Oficerski Orderu Odrodzenia Polski (10 listopada 1928)[24][1]
- Krzyż Walecznych (czterokrotnie)[1]
- Złoty Krzyż Zasługi
- Medal Pamiątkowy za Wojnę 1918–1921[1]
- Medal Dziesięciolecia Odzyskanej Niepodległości[1]
- Srebrny Medal za Długoletnią Służbę[1]
- Brązowy Medal za Długoletnią Służbę[1]
- Znak oficerski „Parasol”